# اقلیم معتدل و مرطوب ایران
اقلیم معتدل و مرطوب یا سواحل جنوبی دریای مازندران که به صورت نواری بین رشته‌کوه‌های البرز و دریای مازندران محصور شده از جلگه‌های پستی تشکیل شده است که هر چه به طرف شرق پیشروی می‌کند، رطوبت، بارندگی و اعتدال هوای آن کاهش می‌یابد. به‌طور کلی این منطقه کم وسعت‌ترین منطقه اقلیمی ایران است و از دو ناحیه تشکیل شده است:
1. ناحیه جلگه‌ای: که به‌صورت نوار باریکی در امتداد دریا گسترش یافته است.
2. ناحیه کوهستانی شمال رشته‌کوه البرز که پوشیده از درختان جنگلی است.[۲]

## نکته
1. کشتزار‌ها و شهرهای بزرگ در ناحیه جلگه‌ای شکل گرفته‌اند.
2. مصالح مورد استفاده و فرم ابنیه سنتی این دو منطقه تا حدودی با هم تفاوت دارند.[۲]

از جمله ویژگی‌های این اقلیم، رطوبت زیاد هوا و اعتدال درجه حرارت آن است. دمای هوا در روزهای تابستان، معمولاً بین ۲۵ تا ۳۰ درجه سانتی گراد و شب‌ها بین ۲۰ تا ۲۳ درجه سانتی گراد و در زمستان معمولاً بالای صفر است. شهرهای رشت، لاهیجان، بندر انزلی، بابلسر و گرگان در این منطقه قرار دارند.

### ویژگی‌های عمومی اقلیم
1. بارندگی بسیار زیاد در تمام فصل‌های سال به خصوص در پاییز و زمستان
2. رطوبت نسبتاً زیاد در تمام فصل‌های سال
3. اختلاف کم درجه حرارت در طول شبانه روز به دلیل وجود رطوبت
4. پوشش گیاهی وسیع

## نکته
1. درصد رطوبت نسبی با تغییرات دما، تغییر می‌کند و در شهرهایی مثل بندر انزلی، رشت، لاهیجان، رامسر و بابلسر، به ۸۰ درصد می‌رسد که از محدوده آسایش حرارتی فراتر می‌رود.
2. در این ناحیه هر چه از غرب به سمت شرق پیش می‌رویم، میزان رطوبت، بارندگی و اعتدال هوا کاهش می‌یابد.
3. پوشش ابر مقداری از نور و حرارت آفتاب را به خارج از جو منعکس می‌کند و در طی شب مانند یک عایق حرارتی مانع تابش حرارت از زمین به آسمان می‌شود. در نتیجه نوسان درجه حرارت در روزهای ابری بسیار کمتر می‌شود.[۲]

### طراحی اقلیمی
روشی است برای ثابت نگه داشتن یا به حداقل رساندن هزینه لازم برای حفظ شرایط مطلوب و آسایش در فضای داخل بنا می‌باشد. حفظ آسایش حرارتی، از تعادل دما میان بدن و محیط اطراف ناشی می‌گردد.

### اهداف طراحی اقلیمی
1. استفاده حداکثر از کوران هوا در ساختمان‌ها و استفاده از جریان باد در بافت شهری در فصل گرم
2. ایجاد سایه روی پنجره‌ها در فصل گرم
3. جلوگیری از نفوذ بادهای سرد و توأم با باران در فصل سرد
4. حفاظت از ساختمان در مقابل بارش باران‌های سیل آسا و رطوبت در تمام طول سال[۲]

### بافت شهری
وجود رطوبت هوا از جمله مشکلات اصلی این اقلیم می‌باشد. هوای مرطوب به دلیل سنگین تر بودن در قسمت زیرین هوای خشک قرار می‌گیرد؛ بنابراین محصور بودن فضای شهری مانع ایجاد کوران می‌شود و تنفس را دچار مشکل خواهد نمود.

## نکته
1. حیاط و فضاهای باز و وسیع، ساختمان‌های مجزا از هم کوچه‌های نسبتاً عریض و حصارهای کوتاه‌تر از قد انسان از ویژگی‌های مهم بافت شهری این ناحیه می‌باشد.
2. هرچه از حاشیه شهر به مرکز شهر نزدیک می‌شویم به دلیل تراکم بیشتر جمعیت و بیشتر شدن ارزش زمین فاصله ساختمان‌ها از یکدیگر کمتر می‌شود.[۲]

## فرم ساختمان
در این مناطق فرم ساختمان محدودیتی نداشته صرفاً توصیه می‌شود در جهت شرقی به غربی گسترش یابد و ساختمان‌ها با مقطع افقی کشیده و باریک طراحی شوند.

## سطح بازشوها
به دلیل استفاده از جریان هوا بازشوهای با سطوح نسبتاً زیاد و سقف‌های بلند و ایوان‌های عریض در اطراف ساختمان توصیه می‌شود.

### ویژگی‌های معماری بومی
1. در نواحی بسیار مرطوب کرانه‌های نزدیک به دریا برای حفاظت ساختمان از رطوبت بیش از حد زمین، خانه‌ها بر روی پایه‌های چوبی ساخته شده‌اند؛ ولی در دامنه کوه‌ها که رطوبت کمتر است، معمولاً خانه‌ها بر روی پایه‌هایی از سنگ و گل و در پاره‌ای موارد بر روی گربه روها بنا شده‌اند.
2. برای حفاظت اتاق‌ها از باران ایوانک‌های عریض و سرپوشیده‌ای در اطراف اتاق‌ها ساخته‌اند. این فضاها، در بسیاری از ماه‌های سال برای کار و استراحت و در پاره‌ای موارد برای نگهداری محصولات کشاورزی مورد استفاده قرار می‌گیرد.
3. در تمام ساختمان‌های این مناطق، بدون استثناء از کوران و تهویه طبیعی استفاده می‌شود. به‌طور کلی، پلان‌ها گسترده و باز و فرم کالبدی آن‌ها بیشتر شکل‌های هندسی، طویل و باریک است. به منظور حداکثر استفاده از وزش باد در ایجاد تهویه طبیعی در داخل اتاق‌ها، جهت قرارگیری ساختمان‌ها با توجه به جهت نسیم‌های دریا تعیین شده است. در نقاطی که بادهای شدید و طولانی می‌وزد قسمت‌های رو به باد ساختمان‌ها کاملاً بسته است.
4. به منظور استفاده هرچه بیشتر از جریان هوا، همچنین به دلیل فراوانی آب و امکان دسترسی به آن در هر نقطه، ساختمان‌ها به صورت غیر متمرکز و پراکنده در مجموعه سازماندهی شده است.
5. به دلیل بارندگی زیاد در این مناطق، بام‌ها شیبدار هستند و شیب بیشتر آن‌ها تند است.[۱]

### تهویه مورد نیاز در این اقلیم
همان‌طور که گفته شد، مشکل عمده در این مناطق، رطوبت زیاد هوا در تمام فصل‌های سال است. از این رو، مهم‌ترین عامل ایجاد آسایش در ساختمان‌های این مناطق، برقراری و تداوم کوران در فضای داخلی است؛ بنابراین، در طراحی ساختمان برای این مناطق باید مسئله ایجاد کوران در داخل ساختمان مورد توجه خاصی قرار گیرد. در این مورد، توجه به نکات زیر اهمیت فراوان دارد:
1. ارتفاع ساختمان از سطح زمین، یکی از عوامل تعیین‌کننده میزان فشار باد بر ساختمان و در نتیجه، میزان استفاده از باد در ایجاد تهویه طبیعی در آن است. ساختمان‌هایی که بلندتر از درختان و ساختمان‌های اطراف خود هستند، نسبت به سایر ساختمان‌ها شرایط بهتری برای تهویه طبیعی دارند. برج‌های مرتفع که ارتفاعشان از ساختمان‌های کوتاه اطراف بیشتر است، نه تنها از شرایط تهویه مناسبی برخوردارند، بلکه در بهبود شرایط تهویه ساختمان‌های اطراف خود نیز نقش عمده‌ای دارند؛ ولی این ساختمان‌ها، در زمستان در معرض وزش شدید باد و بارندگی قرار دارند و به همین دلیل باید تدابیری اندیشید که از نفوذ آب باران به داخل دیوارها جلوگیری شود.
2. به‌طور کلی، در مناطق مرطوب به دلیل اهمیت ایجاد کوران، جهت ساختمان باید با توجه به جهت وزش بادهای مطلوب و به گونه‌ای تعیین شود که بیشترین استفاده از جریان باد در ایجاد کوران در فضاهی داخلی به عمل آید. البته اگر رنگ سطوح خارجی تیره یا پنجره‌ها بزرگ و بدون سایبان مؤثر باشد، توجه به تابش آفتاب و انرژی حاصل از آن در جهت‌های مختلف اهمیت فراوانی دارد. هرچه پنجره‌ها بزرگتر باشد انتخاب جهت ساختمان با توجه به تابش آفتاب اهمیت بیشتری می‌یابد.
3. در مناطق مرطوب، طرح ساختمان باید امکان ایجاد کوران در تمام اتاق‌ها را فراهم سازد. از این رو، ساختمان‌هایی که شامل آپارتمان‌هایی با یک سطح خارجی، آن‌هم در منطقه مکش (پشت به آفتاب) هستند، برای این مناطق مناسب نیستند.
4. افزایش اندازه پنجره‌ها بیش از حداقل اندازه مشخص، تا حدی که به‌طور مؤثر در برابر تابش آفتاب محافظت شود، اهمیت چندانی ندارد. حتی با استفاده از پنجره‌های کوچکی که با توجه به وزش باد در محل مناسبی قرار گیرند، می‌توان در داخل ساختمان کوران ایجاد کرد؛ ولی اگر امکان ایجاد کوران وجود نداشته باشد، پنجره‌های بزرگ در خنک‌سازی هوای داخلی هنگام عصر تأثیر بسزایی خواهند داشت. البته ایجاد سایبان‌های مؤثر برای این پنجره‌ها اهمیت زیادی دارد؛ ولی چنانچه اشاره شد، ایجاد سایه بر روی پنجره‌های بزرگ- به‌ویژه در دیوارهای شرقی یا غربی- دشوار است.
5. برای ایجاد تهویه طبیعی و کوران در داخل اتاق‌ها، جریان اصلی هوا باید به منطقه‌ای هدایت شود که افراد در آن ساکن هستند.[۱]

### مصالح مورد استفاده
به‌طور کلی مصالح مورد استفاده در این اقلیم باید از ظرفیت حرارتی کمی برخوردار باشند. چرا که در این ناحیه نوسان درجه حرارت بسیار کم است و ذخیره کردن انرژی گرمایی لزومی ندارد.

## نکته
1. به دلیل حاصلخیز بودن منطقه، مصالح ساختمانی سنتی غالباً نباتی بوده‌اند. استفاده از این نوع مصالح بسیار مقرون به صرفه و اقتصادی است.
2. در معماری سنتی این خطه از ساقه‌های برنج طناب‌های گیاهی می‌ساختند که یه جای میخ و اتصالات فلزی از آن‌ها استفاده می‌کردند.
3. مهم‌ترین اندود این منطقه کاه گل است که مخلوطی از رس، آب و کاه می‌باشد. دیگر اندود مورد استفاده << فل گل >> بوده است که از اختلاط گل رس، آب و پوست خرد شده دانه برنج به دست می‌آمده و در کارهای ظریفتر استفاده می‌شده است.[۲]